# Madagaskarleguaan
De magadaskarleguaan (Chalarodon madagascariensis) is een hagedis uit de familie madagaskarleguanen (Opluridae).

## Naam en indeling
De wetenschappelijke naam van de soort werd voor het eerst voorgesteld door Wilhelm Peters in 1854. Ook werd de wetenschappelijke naam Tropidogaster blainvillii gebruikt voor deze soort. De soort behoorde lange tijd tot het geslacht Tropidogaster, waardoor de verouderde wetenschappelijke naam in de literatuur wordt gebruikt.
Het was lange tijd de enige soort uit het toen monotypische geslacht Chalarodon, tot in 2015 een tweede soort werd beschreven; Chalarodon steinkampi.

## Verspreiding en habitat
De magadaskarleguaan komt endemisch voor in Madagaskar en alleen in het zuidwesten van het land. De habitat bestaat uit drogere, zanderige streken in droge bossen of gebieden met struiken. Ook in door de mens aangepaste omgevingen kan de hagedis worden aangetroffen.

## Levenswijze
Op het menu staan insecten en voornamelijk kevers, mieren en termieten. Vijanden van de hagedis zijn onder andere slangen, zoals de soort Mimophis mahafalensis. De vrouwtjes zijn eierleggend.

## Beschermingsstatus
Door de internationale natuurbeschermingsorganisatie IUCN is de beschermingsstatus 'veilig' toegewezen (Least Concern of LC).